# Reggio Baseball
L'A.S.D. Reggio Baseball è una società di baseball fondata nella città di Reggio nell'Emilia nel 1972 e militante nel campionato italiano di baseball di Serie A.

## Storia
La società è stata fondata a Reggio nell'Emilia nel 1972 da un gruppo di appassionati capeggiati da Fabrizio Carmeli. Nel corso della sua storia vanta numerosi successi nel campionato di secondo livello, la Serie A Federale, ex Serie A2 ed inoltre due promozioni nel massimo campionato in Italian Baseball League, ex Serie A1, nel 2002 e nel 2004 sotto la guida del presidente Graziella Casali.
Nel campionato del 2008 la terza promozione consentì alla squadra di disputare l'Italian Baseball League 2009. Ma in quell'anno a causa di una formazione troppo inferiore rispetto al livello della massima serie, la squadra terminò ultima e retrocesse in Serie A Federale, dove disputò un'ottima stagione terminando prima e conquistando senza problemi l'accesso ai playoff in quanto capolista del proprio girone. Nel 2013 il club si iscrisse alla Italian Baseball League, ma terminò la nuova esperienza dopo solo un anno. Al termine del campionato di Serie B 2022, ottenne la promozione nella Serie A dell'anno seguente.

## Stadio
La squadra cittadina disputa tutti i suoi incontri casalinghi nello stadio comunale di baseball “Giorgio Caselli”, il quale fu costruito nel 1986 in occasione dei Campionati mondiali di baseball 1988 giocati in Italia. Lo stadio, che ha una capienza di 5.000 posti circa, è stato intitolato Giorgio Caselli il 7 giugno 1992 in memoria dell'omonimo dirigente della società reggiana venuto a mancare.

## Sponsor
Dal 2001 lo sponsor della squadra è Palfinger Italia.

## Piazzamenti recenti
- 2024 - Serie A, final 8th
- 2023 - Serie A
- 2022 - Serie B
- 2021 - Serie B
- 2020 - Serie B
- 2019 - Serie B
- 2018 - Serie B
- 2017 - Serie C
- 2016 - Serie C
- 2015 - Serie C
- 2014 - Serie C
- 2013 - Italian Baseball League, rinuncia al campionato di IBL
- 2012 - Serie A Federale, campioni d'Italia
- 2011 - Serie A Federale
- 2010 - Serie A Federale, campioni d'Italia
- 2009 - Italian Baseball League, 8º posto, retrocessione in Serie A1
- 2008 - Serie A2, play-off contro Avigliana Baseball, promozione in Italian Baseball League
- 2007 - Serie A2, 7º posto
- 2006 - Serie A2, play-off contro Junior Parma, permanenza in Serie A2
- 2005 - Serie A1, 8º posto con salvezza, rinuncia al campionato di Serie A1
- 2004 - Serie A2, play-off contro Imola, promozione in Serie A1
- 2003 - Serie A1, 9º posto, retrocessione in Serie A2
- 2002 - Serie A2, play-off contro Imola, promozione in Serie A1
- 2001 - Serie A2, play-off contro Codogno, permanenza in Serie A2
- 2000 - Serie A2, 4º posto